# Ardrahan
Ardrahan is een plaats in het Ierse graafschap Galway. Het dorp heeft een station aan de lijn Galway - Limerick.